# やったろうじゃん!!
『やったろうじゃん!!』は、原秀則の野球漫画。1991年から1996年まで『ビッグコミックスピリッツ』にて連載された。単行本は小学館ビッグスピリッツコミックスで全19巻、のちビッグコミックスワイド版で全9巻が刊行されている。

## あらすじ
県内ベスト8止まりの朝霧高校野球部に、新監督として喜多条が就任する。甲子園で優勝経験のある喜多条の猛烈なシゴキに耐え、ナインは甲子園を目指すが…。
エースの加入、ピッチャーから捕手への交代、喜多条の名采配など、ドラマティックにそしてヴィヴィッドに、白球に青春をかける若者たちの熱い魂を描く。
1年生エースである江崎やキャプテンの加納を中心としたチームが甲子園に初出場し、喜多条の母校である成京学院高校を倒して甲子園ベスト4入りを果たすまでの前半、成京学院高校との試合で肩を壊した江崎が再びエースとして復活し、甲子園で優勝投手になるまでの後半からなる2部構成と見なすことができる。

## 登場人物

### 朝霧高校
喜多条 順（きたじょう じゅん）
野球部の監督。高校時代に甲子園常連校の成京学院高校野球部のエースとして甲子園に出場し、優勝を果たしている。150kmを超えるストレート、カーブ、シュートを持ち合わせたプロ級の投手だったが、大会中に肩を壊した。本人は怪我を治してプロの道を歩むつもりだったが、学校と城南大学とのパイプを作るために大学行きを強制された（実際の進学先は不明）。大学卒業後に甲子園常連校の監督を務めたが、試合中に部員を殴ったため退職処分となっている。自分が高校時代に受けたスパルタ式ではなく、温情のある厳しさで朝霧ナインを指導する。喫煙者だが飲酒は大和田との付き合い程度。
加納 健太郎（かのう けんたろう）
物語開始時は2年生で野球部のキャプテン。当初はピッチャーを務め、喜多条の指導を受けていたが、江崎の入部により、チームのため自らピッチャーの道を断った。その後、江崎の球を捕っているところを見た喜多条に勧められ、キャッチャーにコンバートした。自らについて多くを語らない喜多条を信じ、ナインを鼓舞しながら、厳しい練習に挑む。江崎には劣るものの、守備力も打撃力もチーム内ではトップクラスである。野球部のマネージャーでもある幼馴染の関奈々子に惚れたと思わせる描写もあるが、最終的にどうなったかは描かれていない。後に喜多条からの勧めもあり、朝霧高校野球部の監督になる。大学の推薦入学の話もあったが、卒業後の進路も明確にされていない。
江崎 直人（えざき なおと）
登場時は1年生。天賦の才を誇る名ピッチャー。実家はスナックで母子家庭であり、入部前は家業も手伝っていた。リトルリーグで活躍したが肩を壊し、高校では当初陸上部に入部するも、野球への夢を捨てきれず、野球部に加入する。投手力だけでなく守備力や打撃力、走力もチーム内ではトップであり、加納キャプテン時代にはクリーンナップを打っていた。甲子園初出場時にはエースとして活躍するが、ベスト8の成京学院高校との試合で再び肩を痛めてしまう。再起は不能かと思われたが復活を果たし、2年生と3年生の甲子園ではエースとして優勝投手になる。高校卒業後は千葉ロッテマリーンズに入団する。同級生の藤村ももこと交際していたが、一度別れ、後に再会している。この交際が、良くも悪くも江崎の復活の大きなきっかけとなった。物語最後にももこと結婚して一児の父となったことが記されている。
大和田（おおわだ）
野球部の前監督。喜多条が監督になった当時は水泳部の顧問であったが、野球部の移動のためにマイクロバスを運転したり、練習を手伝ったりするばかりか、試合においても常にベンチ入りしている等、本当に水泳部の顧問をしていたかどうかは疑わしい部分もある（水泳部顧問としての活動は描かれていない）。喜多条が就任した当時は、自身の苦い経験から甲子園を目指す姿勢に懐疑的であったが、次第に喜多条を信頼するようになり、たびたび酒を一緒に飲むようになる。
大垣（おおがき）
物語開始時は野球部の2年生部員。家は大垣工務店という土建業を営んでいる。喜多条の就任後は体が硬いためにサードからレフトにコンバートされる。打撃力は江崎にも匹敵するものがあり、加納キャプテン時代にはクリーンナップを打っていた。県予選の1回戦の大蔵高校戦では、合わせただけでホームランを打ったりする。古川と同様にやんちゃな部分があり、喜多条就任直後の強豪・千里山高校との練習試合での大敗ぶりからやる気をなくして、一時期は野球部を出ていったりもしている。また、古川と一緒にソープランドに行ったりアダルトビデオを鑑賞したりもしている。
古川（ふるかわ）
物語開始時は野球部の2年生部員。喜多条就任前はセカンドを守っていたが気の強さを買われてサードへコンバートされている。その気の強さは、前の打者の江崎が敬遠されているのに無理に打ちにいったり、前の打者が江崎でヒットを打った時に無理な走塁をしてタッチアウトになった時に、江崎を呼び寄せて「（次の打者が）俺なのになぜそんなことをしたんだ?」といった趣旨の発言からもうかがい知ることができる。県予選の滝山高校との準決勝では同点となる3塁打を打っている。大垣と同様に一時期は野球部を出ていったり、ソープランドに行ったりアダルトビデオを鑑賞したりしている。
丸井（まるい）
物語開始時は野球部の2年生部員。元々のポジションはキャッチャー。練習熱心で温厚な性格。江崎の入部後は、江崎の豪速球を受けられないこともあってキャッチャーの座を加納に譲ることになる。その後のライトのポジション争いでも岡に負けてしまう。肩はあまり強くないが打撃力はあり、練習で快音を響かせたり、県予選では代打で2塁打を打ったりしている。
吉田（よしだ）
物語開始時は野球部の2年生部員。ポジションはショート。県予選の滝山高校との準決勝では逆転安打を打っている。
関 菜々子（せき ななこ）
物語開始時は2年生で野球部のマネージャー。中学時代もマネージャーをしている。家はななちゃん食堂を営んでいて、食堂の手伝いをしている場面がある。加納とは幼馴染で、子供の頃は加納らに混じって草野球をしていた。野球が好きで、（不可能であるが）マネージャーでなく野球をやりたいと思っている。
田村（たむら）
物語開始時は野球部の1年生部員。ポジションはセンター。器用で選球眼もあり、走力も江崎に次いで速い。ただ、強い打球を怖がったり気の弱い面もある。足の速さを生かしてバントヒットを放つ場面が描かれている。加納らの代が引退した後は、キャプテンを任される。
藤原（ふじわら）
物語開始時は野球部の1年生部員。ポジションはファースト。長身で左打ち。
浅井（あさい）
物語開始時は野球部の1年生部員。中学時代はピッチャーをしていた。朝霧高校野球部入部後はセカンドのレギュラーとなる。明るく思い切りのよい性格。守備がうまく、クラスメイトや応援団からも賞賛されている。打撃も思い切りが良い。性格上、歯に衣着せぬ発言でチームの先輩から怒られたり、岡と言い争う場面が描かれている。加納らの代が引退した後は、キャプテンの田村に代わって仕切ることもあった。江崎が肩を壊した後、中学時代の経験から一時ピッチャーを務めたが、秋季大会県予選1回戦コールド負けという結果もあり、断念することになる。江崎とは仲が良く、その復活を強く願っていた一人である。1年後輩に中学全国大会優勝投手の中井戸が入学して、江崎がエースの座を奪われると、監督に抗議もしている。
岡（おか）
物語開始時は野球部の1年生部員。強肩で、1年の時に元キャッチャーの丸井とレギュラーポジションを争い、結果的にライトのポジションを取る。打撃力では丸井に劣るものの、それを補おうと練習する姿を喜多条が目撃している。あがり症で、チャンスで気負ってしまうことがある。1年の時の県予選2回戦の聖学館戦では、9回にエラーをするも、最終的に犠牲フライを強肩でアウトにし、ゲームセットにした。
中井戸 誠（なかいど まこと）
江崎や浅井の1年後輩として野球部に入部する。ポジションはピッチャー。中学時代は錦中で楠とバッテリーを組み、全国大会優勝を果たす。フォークボールを武器にし、ストレートにも球威がある。ただ、朝霧高校野球部入部当初はコントロールに課題があった。気が強く、うまくいっている時は力以上のものも出せるが、反面崩れてしまうと萎縮しがちである。県予選の準決勝で江崎が復活したのをきっかけに、ショートにコンバートする。浅井とは仲が良くない。
楠 四郎（くすのき しろう）
江崎や浅井の1年後輩として野球部に入部する。ポジションはキャッチャー。中学時代は錦中で中井戸とバッテリーを組み、全国大会優勝を果たす。冷静で分析力が優れているなど頭脳派である。肩が治ったはずの江崎が打たれるのを見て浅井が原因を尋ねた際も、的を射た解答をしている。
藤村 ももこ（ふじむら ももこ）
江崎と同学年の生徒。万引きをしてその商品を友達に売ったり、学校にしょっちゅう遅刻するなど、あまり素行は良くない。ただ、中学時代は走り高跳びの選手で、全国大会3位にもなっている元アスリート。中学時代の練習中に膝を痛め、競技を諦めたという過去を持つ。万引きを江崎に目撃されたのが出会いで、甲子園で一躍ヒーローになった江崎のファンでもあったことから、積極的にアタックしていって、江崎と次第に親密になる。カズヨシという男につきまとわれていたが全く相手にせず、怒ったカズヨシとその仲間に強姦されてしまう。その後、江崎とは一度別れ、高校も辞めるが、江崎は再び会いに行く。その後の描写はないが、江崎の結婚相手であると推測することもできる。

### 千里山高校
東（あずま）
千里山高校野球部の監督。大学時代の喜多条の先輩にあたる。成京学院高校と同じく全国屈指の強豪校の監督であるが、成京学院高校の赤城監督のように非情で腹黒いところはない。
谷口（たにぐち）
加納らが3年の時の野球部のエース。ストレートの球威がある上に、曲がりの鋭いカーブも持っている。
松平（まつだいら）
加納らが3年の時の野球部の主砲。

### 滝山高校
工藤（くどう）
加納らと同学年。海浜中出身で、甲子園常連校の滝山高校野球部のエース。サウスポーで、曲がりの大きなカーブが武器。当初は歴然と力の差があり、朝霧高校を寄せ付けなかったが、県予選準決勝の朝霧高校戦の初回にカーブを狙い打たれる。その後は隠し持っていたスライダーで相手を抑えるが、江崎との対抗意識から平常心を失う。最終的にはデッドボールの影響で調子がおかしくなり、朝霧高校に逆転負けを許してしまう。
真田 秀樹（さなだ ひでき）
加納らと同学年で主砲。通称“埼玉のゴジラ”。大会屈指のスラッガー。県予選準決勝では、前半は江崎に抑えられていたが、後半にセンターへのホームランを打っている。誠実で冷静な部分があり、カッとなった工藤をたしなめたり、試合後に朝霧高校ナインに挨拶に行ったりしている。
石森（いしもり）
加納とは中学時代にバッテリーを組んでいた。素質を買われて滝山高校野球部に入学するも、補欠の日々が続くが、最後の県予選前にはレギュラーをとる。
城山（しろやま）
野球部の監督。甲子園常連校の監督らしく、手腕は高いが厳しい面もある。

### 聖学館高校
渡（わたり）
野球部の監督。大声でしょっちゅう選手を叱責したり、練習では使えない選手をすぐ交代させるなど、ワンマン監督ぶりを発揮している。

### 境工
菅原（すがわら）
野球部の監督。以前は東野高の監督で、喜多条が3年の時に甲子園で対戦している。はっきりとものを言う性格で、試合中も声を張り上げているだけのように見えるが、選手に自主性を持たせた指導方法を実践し、選手からの信頼も厚いなど、監督としての能力はある。県予選敗退後は家業のクリーニング屋を継いだ。

### 新座学園
足立（あだち）
加納らが3年の時のエース。ストレートは135km以上出るが、変化球のキレはたいしたことはない。

### 緑ヶ丘高校
本田（ほんだ）
江崎らと同学年で1年生からエースをしている。豪速球が売り。加納らが3年の時に県予選決勝で対戦し、江崎らが2年の時は県予選準々決勝で対戦した。最初の対戦時はコントロールも悪く、腕だけで投げているなど穴もあったが、2度目の対戦ではそれらの欠点を克服し、大会屈指の好投手に成長している。江崎をライバル視している。
小池（こいけ）
江崎らと同学年で、1年生からキャッチャーのレギュラーである。

### 岩手山高校
小川（おがわ）
加納らが3年の時のエース。背は低くストレートもずば抜けて速いわけではない。ただ、タイミングを取りにくいフォームとカーブ、切れのあるフォークのコンビネーションを持っている。

### 成京学院高校
赤城（あかぎ）
野球部の監督。才能のない選手は切り捨て、選手を使い潰し、非情なまでに勝負に徹して、毎年のように甲子園で優勝できるようなチームを作っている。また、野球での実績を元に選手をどんどん大学に送り込み、パイプを作っている。そのために、かなりの大金を手にしている模様である。成京学院高校の選手たちもそのことは知っているため、監督に対する信頼は低い。また、マスコミ関係者の一部にも否定的な見方をしている者がいる。喜多条も赤城のことは恨んでいる。
椿（つばき）
加納らが3年の時のエース。ストレートは速く、切れ味鋭いスライダーやシンカーも持っている。
東堂（とうどう）
加納らが3年の時の主砲。

### 中央高校
船木 真一郎（ふなき しんいちろう）
江崎らと同学年。やんちゃな性格が原因なのか、1年生の夏の県予選は停学中で試合には出ていない。全国屈指のスラッガーで2年生となった春の甲子園で、140メートル級のホームランを含む多数のホームランを打ち、チームの準優勝に貢献する。江崎との対戦を楽しみにしていた。練習試合では全力投球できない江崎からホームランを打つ。その後の夏の県予選の準決勝では、中井戸から2ホームランを放つも、復活した江崎に2三振と完全に抑え込まれる。その後、江崎をバカにしたカズヨシらに怒りを覚え、重傷を負わせる程の暴行事件を起こす。
多賀見（たがみ）
江崎らが2年の時のキャプテン。

### その他
榊（さかき）
明陵大学付属病院の医師。スポーツ医学では日本屈指の名医で、プロ野球選手を何人も復活させている。喜多条も榊の治療により、かなり投げられるようになっている。江崎には手術を行わず、リハビリで完治させた。
カズヨシ
有名人の知り合いなどとアピールしまくってナンパしている。とある合コンで藤村ももこと知り合い、その後つきまとうようになるが全く相手にされず、怒りを覚えて仲間とともに強姦してしまう。後に、江崎をバカにしていたところを船木に見られ、暴行を受ける。

## エピソード
- 当時の週刊スピリッツ担当者から「今までにない、甲子園に行かない野球漫画を描こう。負けの美学や敗れし者の悔し涙を描くんだ。」と提案され、才能溢れる天才選手は出さず、どこにでもいる下手くそで等身大の球児を描こうと連載当初は意気込んでいたが、実際に連載が始まったところ加納・大垣・古川らのメンツを見て「コイツらじゃ強豪校と戦う前に負けちまう」と思い、後に剛速球投手の江崎を登場させてしまい、担当からは「せっかくのコンセプトが・・・この負け犬め」と非難されている[1]。
- また、その後は地区予選決勝まで描き進め、どうやって試合を負けさせようかと考えていたところ、担当がスピリッツ編集長から「負けさせる根拠はなんだ？」と詰め寄られた際に編集長を納得させられず言い負かされてしまったため、原には「甲子園に行こう。やっぱり聖地は外せない。」と語るなどあっさりポリシーを曲げてしまい、その後担当から「甲子園では１回戦雨天コールド負けだ。これぞ滅びの美学。」と提案されるも、原は担当のアイデアを一蹴した[1]。